# 道の駅今井 恵みの里
道の駅今井 恵みの里（みちのえき いまい めぐみのさと）は、長野県松本市今井にある長野県道298号土合松本線の道の駅である。

## 施設
- 駐車場（普通車 71台、大型車 19台、身体障害者用 2台）
- トイレ（男性用 6、女性用 6、身体障害者用 1）
- 農産物直売所
- 食堂
- 農産物加工所
- 情報提供コーナー
- 多目的交流施設

## 休館日
- 毎週水曜日
- 12月31日 - 1月4日

## アクセス

### 主な道路
- 長野県道298号土合松本線 - 登録路線
- 松塩広域農道（アルプスグリーン道路）松塩広域農道（アルプスグリーン道路）、長野県松本市今井にて

- - 長野県道293号上今井洗馬停車場線
  - 長野県道25号塩尻鍋割穂高線

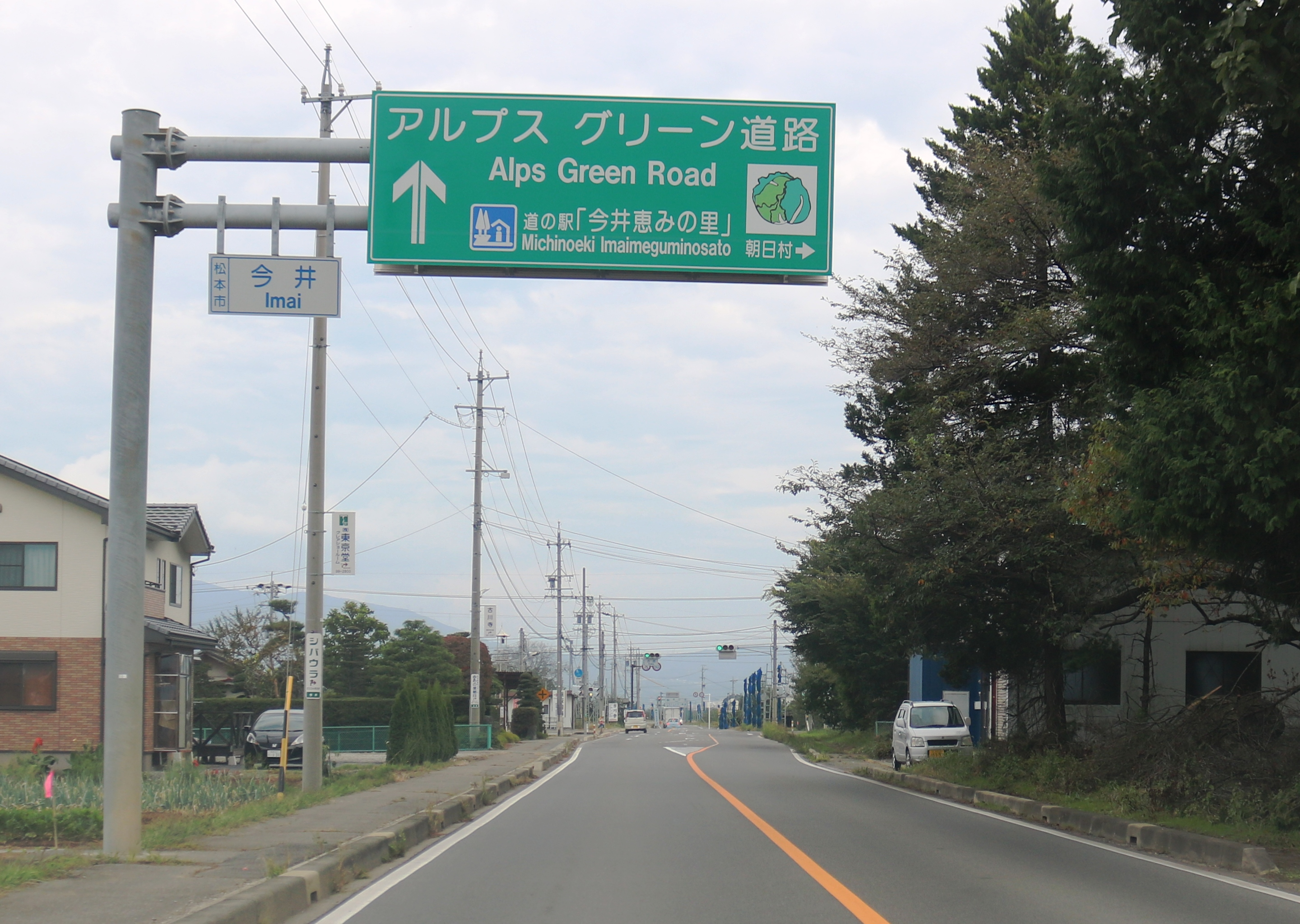
松塩広域農道（アルプスグリーン道路）、長野県松本市今井にて

  - 長野自動車道 塩尻北インターチェンジから車で約15分

### 公共交通機関
- ぐるっとまつもと（コミュニティバス） - 今井道の駅
  - 村井山形線（アイシティ21 - まつもと医療センター間の運転）
- 朝日村営バスオンデマンドバスくるりん号（利用登録・予約制）
  - 道の駅今井恵の里 待合場所

## 駅周辺
- 松本市立今井小学校
- 長野県松本養護学校
- 信州スカイパーク
- 信州まつもと空港
- 国営梓川右岸幹線水路